# Jannero Pargo
Jannero Pargo (* 22. Oktober 1979 in Chicago, Illinois) ist ein ehemaliger US-amerikanischer Basketballspieler.

## Karriere

### College
Pargo spielte für das Team der University of Arkansas, nachdem er zunächst für das Neosho County Community College in Chanute, Kansas antrat.

### NBA
Pargo spielte in der NBA für die Los Angeles Lakers, die Toronto Raptors und die Chicago Bulls. Seine erfolgreichste Zeit verbrachte er bei den New Orleans Hornets, wo ihm in seiner letzten Saison durchschnittlich 10,3 Punkte in den Play-offs gelangen.
Im Juli 2009 unterzeichnete Pargo einen Einjahresvertrag bei den Chicago Bulls, der ihm zwei Millionen Dollar einbrachte. 2011 wechselte er zu den Atlanta Hawks, wo er bis 2012 spielte. Zur Saison 2012/13 erhielt er jedoch in Atlanta keinen neuen Vertrag und nahm ein Angebot der Washington Wizards für die Saison 2012/13 an. Kurz nach Beginn der Saison wurde er entlassen, um Platz für Shaun Livingston zu machen. Am 14. März 2013 unterschrieb er für den Rest der Saison bei den Charlotte Hornets.

### Europa
Nach der Saison 2007/08 wechselte Pargo nach Russland zum MBK Dynamo Moskau, wo er umgerechnet 3,8 Millionen US-Dollar verdiente. Im Januar 2009 wechselte er zu Olympiakos Piräus, allerdings gelangen ihm in der Euroleague nur durchschnittlich 3,5 Punkte sowie 1,4 Assists pro Spiel. Am 5. Mai 2009 wurde Pargo von Piräus entlassen.